# Cavariella bhutanensis
Cavariella bhutanensis är en insektsart som beskrevs av Chakrabarti och D. Das 2009. Cavariella bhutanensis ingår i släktet Cavariella och familjen långrörsbladlöss. Inga underarter finns listade i Catalogue of Life.